# Auguste Dupin
Auguste Dupin è un personaggio letterario ideato da Edgar Allan Poe e protagonista di una serie di romanzi polizieschi. Esordì nel racconto poliziesco I delitti della Rue Morgue pubblicato nel 1841 sul Graham's Magazine. Compare anche nei racconti Il mistero di Marie Roget (1842) e La lettera rubata (1842).
La caratterizzazione del personaggio, un investigatore più abile della polizia, affiancato da un collaboratore meno brillante, diventerà uno degli elementi tipici del romanzo poliziesco, genere del quale I delitti della Rue Morgue viene considerato il capostipite. Ha ispirato una nutrita schiera di investigatori sia della letteratura che del cinema o della televisione, tra cui Sherlock Holmes.

## Caratterizzazione del personaggio
Dupin proviene da quella che una volta era una famiglia benestante poi ridotta in povertà. Vive a Parigi con un suo caro amico - che funge da narratore anonimo delle storie. I due si sono incontrati per caso mentre entrambi cercavano lo stesso volume in una biblioteca. Vanno poi a vivere insieme in un antico maniero situato a Faubourg Saint-Germain. Dupin è appassionato di enigmi e geroglifici. Ha il titolo di Chevalier in quanto gli è stata conferita la Legion d'onore. Conosce il prefetto della polizia, "G.", che appare in tutte e tre le storie e col quale collabora per delle indagini.
Nel racconto I delitti della Rue Morgue, Dupin indaga sull'omicidio di due donne, madre e figlia, a Parigi. Indaga poi su un altro omicidio ne Il mistero di Marie Roget. L'ultima apparizione di Dupin, La lettera rubata, è incentrato su un'indagine di una lettera rubata alla regina di Francia. Poe lo definì «forse il migliore dei miei racconti di raziocinio». Dupin non è in realtà un detective professionista e indaga sugli omicidi per divertimento personale o per dimostrare l'innocenza di un uomo ingiustamente accusato.
L'ingegno di Dupin - come avverte il suo stesso inventore - è di carattere puramente analitico e il suo ragionamento ha basi matematiche, dove deduzione e induzione si alternano all'osservazione. Egli è capace di destreggiarsi con grande abilità anche laddove la polizia non riesce a trovare soluzioni. Il ragionamento di Dupin ha basi scientifiche ed egli riesce a completare con estrema facilità il mosaico inserendo degli indizi, solo apparentemente contraddittori, al giusto posto o a vincere una vera e propria battaglia tra caos e ordine lasciando l'intelligenza come forza primaria del personaggio.
Non manca il senso dello humor, un leggero filo di malinconia capace di sorridere di fronte alla cecità umana. Il contributo di Dupin è quel tocco di umanità in un mondo abbrutito dal delitto più feroce che un essere umano possa commettere.
Nel racconto I delitti della Rue Morgue, Poe concede al suo personaggio tutti quei procedimenti capaci di eliminare tutte le possibilità ritenute a torto valide, in modo che la soluzione proposta, per quanto incredibile, non può essere che quella esatta. L'esame delle finestre da cui è entrato e uscito l'assassino è un vero segno di bravura in cui si chiarisce la superiorità del poliziotto dilettante, su fatti e cose, rispetto alla polizia ufficiale. In questo racconto appare per la prima volta lo schema narrativo di un mistero composto da un crimine e risolto attraverso un procedimento intellettivo.

## Influenza culturale
- Nel romanzo Uno studio in rosso, in cui esordisce Sherlock Holmes, Watson paragona quest'ultimo proprio al Dupin di Poe e Holmes gli risponde dicendo di avere capacità ben superiori; Holmes descrive il metodo di Dupin di seguire il filo dei pensieri altrui per poi intervenire come se leggesse la mente come un metodo "plateale e superficiale"; invece ne L'avventura della scatola di cartone utilizza proprio lo stesso metodo mentale per "leggere la mente" (cold reading) di Watson (che giudicava impossibile un tale esercizio) e, pur non nominandolo (parla di "una persona in un racconto di Poe"), sembra mostrare rispetto per il detective parigino
- Nel racconto di Jorge Luis Borges La morte e la bussola, il protagonista, Erik Loennrot, investigatore bibliofilo, si ritiene, in riferimento al proprio metodo di indagine, un Auguste Dupin[13];
- È protagonista, assieme al suo consueto interlocutore senza nome, del saggio romanzato L'opera del tradimento di Mario Brelich, in cui viene preso in prestito dall'autore per condurre quella che a tutti gli effetti è un'indagine sul tradimento di Giuda[14];
- All'interno della serie a fumetti Batman Confidential, il personaggio di Alfred Pennyworth chiama Dupin il supercomputer di Batman, in omaggio all'investigatore preferito dell'eroe mascherato[15];
- Chevalier Dupin compare ne La Lega degli Straordinari Gentlemen, il primo volume del fumetto di Alan Moore;
- Nel settimo libro della saga "Una serie di sfortunati eventi" di Lemony Snicket, Il vile villaggio, il Conte Olaf, l'antagonista del racconto, si traveste da Detective Dupin.
- In uno dei suoi libri di maggior successo, Città di vetro, ambientato a New York, lo scrittore americano Paul Auster cita il personaggio di Dupin, attraverso le riflessioni di Daniel Quinn, l'investigatore protagonista della storia: "Tuttavia, cos'è che si propone Dupin nei racconti di Poe? 'Un'identificazione con le intenzioni del proprio avversario, da parte di chi ricostruisce la vicenda'"(Milano, Edizioni Anabasi, 1985, pag.52).